# Khyri Thomas
Khyri Jaquan Thomas (Omaha, 8 maggio 1996) è un cestista statunitense.

## Carriera
È stato selezionato dai Philadelphia 76ers al secondo giro del Draft NBA 2018 (38ª scelta assoluta).